# Jean-Pierre Waelterlé
Jean-Pierre Waelterlé est un homme politique français né le 4 avril 1761 à Heimsbrunn (Haut-Rhin) et décédé le 13 octobre 1831 à Colmar (Haut-Rhin). Avocat, il est membre du directoire du département en 1790 et député du Haut-Rhin de 1791 à 1792. Il redevient administrateur du département en 1794 puis haut-juré. Il devient conseiller de préfecture à Colmar de 1800 à 1830.

## Biographie
Jean-Pierre Vincent Waelterlé naît à Heimsbrunn le 4 avril 1761. Sa mère s’appelle Anne-Marie Waleterlé et son père, Vincent Waelterlé, est propriétaire. Après des études de droit, il devient avocat au conseil souverain d’Alsace. Au début de la Révolution, il entre au directoire du Haut-Rhin, dont il devient président en avril 1790. Le 2 septembre 1791 il est élu député du Haut-Rhin à l’Assemblée nationale législative, où il siège avec les modérés et est membre du comité à l’agriculture.
Après un mandat sans rien de remarquable, il retourne dans l’administration du département du Haut-Rhin en mars 1794, dont il devient procureur général syndic après la chute de Robespierre. Ses liens de parentés avec des émigrés conduisent toutefois à lui retirer son poste jusqu’à ce qu’il puisse de nouveau obtenir une place à l’administration du département en 1795. Dans les années suivantes, il s’enrichit en achetant des biens nationaux et se marie le 7 avril 1796 à Colmar avec Élisabeth Antoinette Marguerite Nansé, fille de Georges Xavier Nansé, un des plus riches notables du Haut-Rhin. Il est finalement nommé conseiller de préfecture en 1799 et le reste jusqu’en 1830, peu de temps avant sa mort le 13 octobre 1831 à Colmar.